# Amfiteatr w Parku Cytadela

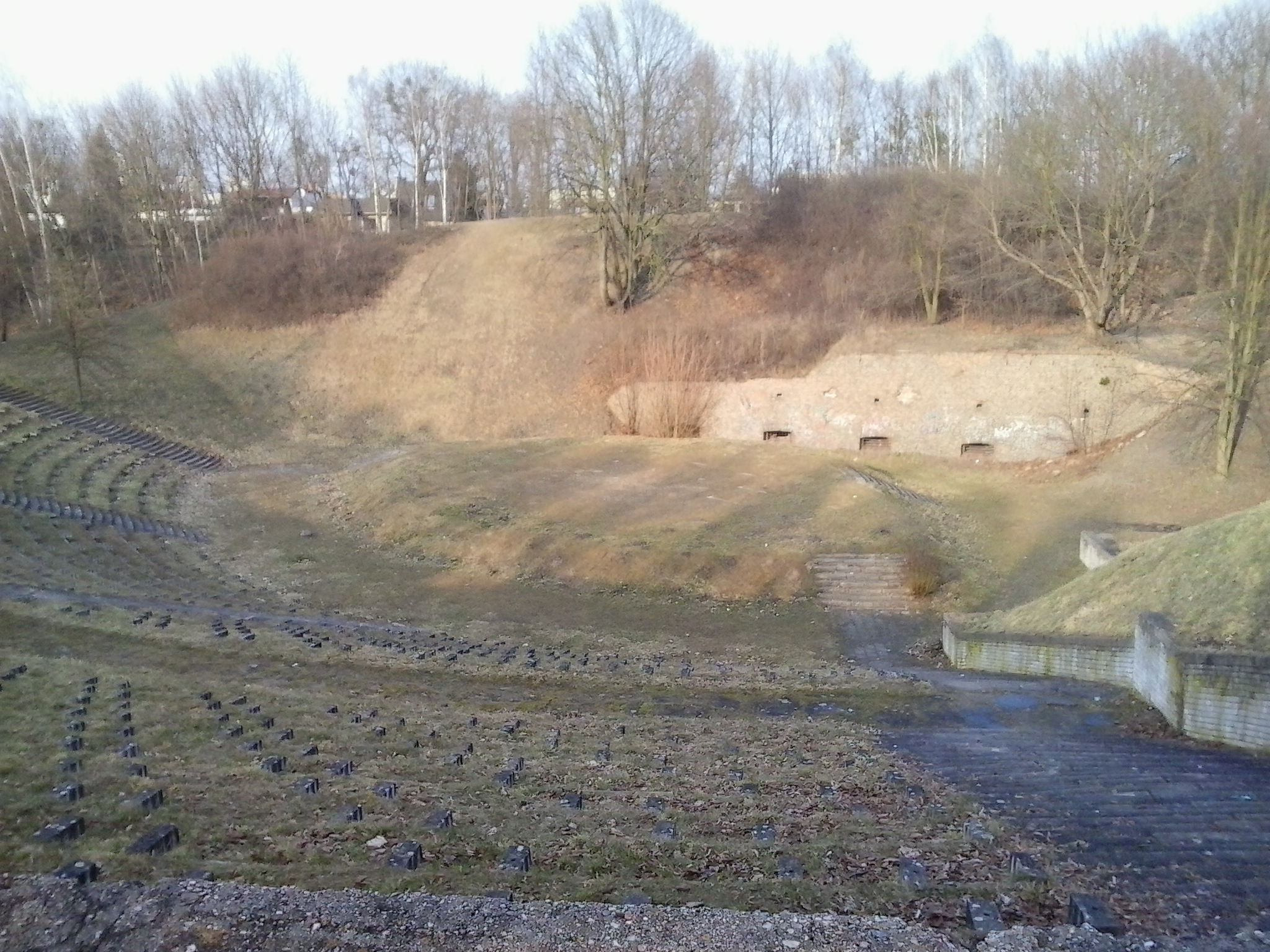
Stan w 2014

Amfiteatr w Parku Cytadela - teatr letni w Poznaniu na terenie Parku Cytadela.
Został zbudowany w czynie społecznym przez młodzież w roku 1968. Widownia mieściła około 4 tysięcy widzów. Współcześnie w złym stanie technicznym. Pojawiły się plany rewitalizacji tego miejsca z przeznaczeniem na cele kulturalne. Bezpośrednio przy obiekcie rzeźba Maszkarony autorstwa Józefa Kopczyńskiego (beton). Przy wejściu tablica pamiątkowa o treści: Młodzież miastu i sobie. Teatr letni w Parku-Pomniku Braterstwa Broni i Przyjaźni Polsko-Radzieckiej. Zbudowany w czynie społecznym przez młodzież Poznania pod patronatem Związku Młodzieży Socjalistycznej. Poznań 1968.
W latach siedemdziesiątych XX wieku w niedziele w amfiteatrze występowały zespoły ludowe i orkiestry wojskowe. Dekadę później obiekt przestał być używany, rozmontowano drewniane ławki, pozostawiając tylko betonowe podstawy. Ławki zamontowano ponownie na czas Festiwalu Malta w 1994 roku, kiedy wystawiono tam Antygonę. 
W 2018 roku radna Halina Owsianna zgłosiła do Poznańskiego Budżetu Obywatelskiego projekt ogrodu miododajnego o wartości 3 milionów złotych. Nie został jednak wybrany przez mieszkańców. Owsianna zgłosiła go do budżetu miasta. Rada miasta przyjęła poprawkę, ale ze znacznie mniejszym dofinansowaniem. W ramach protestu radna wystąpiła przebrana za pszczołę podczas obrad. W następnym tygodniu wręczyła prezydentowi miasta Jackowi Jaśkowiakowi słoiki miodu.